# Redfoo
Stefan Kendal Gordy, mieux connu sous le nom de Redfoo, né le 3 septembre 1975 à Los Angeles, est un chanteur, danseur, disc jockey, rappeur et joueur de tennis américain, connu comme membre du duo musical LMFAO formé en 2006 avec son neveu, Sky Blu. Ils sortent deux albums studio, puis Redfoo entame une carrière solo avec son album Party Rock Mansion en 2016.

## Biographie

### Débuts
Redfoo est né le 3 septembre 1975 à Los Angeles. Son père est  Berry Gordy, Jr., fondateur de la Motown, et sa mère est Nancy Leiviskä. Redfoo a fréquenté l'école secondaire avec will.i.am et GoonRock  En 1995, Redfoo est diplômé de Palisades Charter High School (en) de Los Angeles, en Californie.

### Carrière musicale (depuis 2004)
Redfoo commence à écrire et à produire ses premières chansons vers 1997. Il forme en parallèle un groupe de hip-hop avec Dre Kroon. Cette même année, ils sortent un album : Balance Beam. Le groupe se scinde ensuite, et Redfoo travaille comme day trader. Il fait un travail d'ingénierie sur l'album Focused Daily pour le rappeur Defari. En 2004, le rappeur Figgkidd (en) utilise des extraits de voix de Redfoo  et Tech N9ne dans sa chanson I Gotta Know, classée cinquantième en Australie.
Il forme le groupe electropop LMFAO avec son neveu SkyBlu en 2006. Ils produisent leur premier single I'm in Miami Bitch. Ils participent aussi au single Gettin' Over You du DJ français David Guetta, single qui devient numéro un en France, au Royaume-Uni et en Écosse. Ils sortent leur second album studio Sorry for Party Rocking en 2010. L'album engrange les succès mondiaux avec les singles Party Rock Anthem, Champagne Showers, Sexy and I Know It et Sorry for Party Rocking. Redfoo participe également aux chansons de l'album du rappeur Pitbull, et écrit et produit trois chansons de Kiss, second album de la chanteuse pop Carly Rae Jepsen. Il apparaît dans la vidéo Live My Life de Far East Movement.

### Tennis
En 2013, il tente en vain de se qualifier pour l'US Open en duo avec la tenniswoman biélorusse Victoria Azarenka.
En janvier 2025, au tournoi ITF de Charm el-Cheikh, il est éliminé dès les qualifications face au Slovaque Dusan Baranec (6-0, 6-0). La semaine suivante, dans la même ville, il s'incline en 43 minutes face à Leyton Rivera (en) (6-1, 6-0).

## Discographie

### Albums
- 2013 : I'm Getting Drunk!
- 2016 : Party Rock Mansion

### Singles

#### Comme artiste
| Year | Title                 | Peak chart positions | Album              |
| Year | Title                 | NL                   | Album              |
| ---- | --------------------- | -------------------- | ------------------ |
| 2012 | Bring Out the Bottles | 86                   | I'm Getting Drunk! |
| 2017 | Sock It To Ya         | -                    | -                  |

#### Comme invité
| Année | Titre                                                         | Album             |
| ----- | ------------------------------------------------------------- | ----------------- |
| 1999  | Duet (The Black Eyed Peas feat. Redfoo)                       | Behind The Front  |
| 2004  | I Gotta Know (Figgkidd (en) feat. Tech N9ne & Redfoo)         | Who Is Figgkidd ? |
| 2011  | Took My Love (Pitbull feat. Redfoo, Vein & David Rush)        | Planet Pit        |
| 2012  | Run (Flo Rida feat. Redfoo)                                   | Wild Ones         |
| 2012  | Live My Life (Far East Movement feat. Justin Bieber & Redfoo) | Dirty Bass        |

## Production et écrit de chansons
| Year | Song                 | Artist(s)                                | Album             |
| ---- | -------------------- | ---------------------------------------- | ----------------- |
| 2004 | I Gotta Know         | Figgkidd (en) feat. Tech N9ne & Redfoo   | What Is Figgkidd? |
| 2011 | Took My Love         | Pitbull feat. Redfoo, Vein, & David Rush | Planet Pit        |
| 2012 | Run                  | Flo Rida feat. Redfoo                    | Wild Ones         |
| 2012 | More Than A Memory   | Carly Rae Jepsen                         | Kiss              |
| 2012 | Wrong Feels So Right | Carly Rae Jepsen                         | Kiss              |
| 2012 | This Kiss            | Carly Rae Jepsen                         | Kiss              |